# Rainer Woelki
Rainer Maria Woelki (ur. 18 sierpnia 1956 w Kolonii) – niemiecki biskup rzymskokatolicki, arcybiskup metropolita koloński, kardynał, doktor teologii.

## Życiorys
Urodził się w Kolonii w rodzinie pochodzącej z Warmii, która zmuszona była opuścić Frombork (niem. Frauenburg) w 1945 roku.
Studia filozoficzne i teologiczne skończył w Bonn i Fryburgu. 14 czerwca 1985 otrzymał święcenia kapłańskie z rąk kard. Josepha Höffnera. Inkardynowany do archidiecezji kolońskiej, został wikariuszem w Neuss. W 1989 został kapelanem wojskowym w Münster, zaś kilka miesięcy później otrzymał nominację na wikariusza w Ratingen, gdzie pracował przez pół roku. Od 1990 służył przy boku kard. Joachima Meisnera jako osobisty sekretarz. W 1997 został dyrektorem Collegium Albertinum w Bonn. W 2000 obronił pracę doktorską na Uniwersytecie św. Krzyża w Rzymie.

### Episkopat
24 lutego 2003 został mianowany biskupem pomocniczym archidiecezji kolońskiej, ze stolicą tytularną Scampa. Sakry biskupiej udzielił mu w katedrze kolońskiej kard. Joachim Meisner. Jako biskup odpowiadał m.in. za formację diakonów stałych, a także za północną część archidiecezji.
2 lipca 2011 papież Benedykt XVI mianował go arcybiskupem metropolitą Berlina. Ingres do katedry św. Jadwigi odbył się 27 sierpnia 2011.
6 stycznia 2012 roku otrzymał nominację kardynalską ogłoszoną przez papieża Benedykta. 18 lutego 2012 roku na zwyczajnym konsystorzu zwołanym przez papieża Benedykta XVI otrzymał biret i pierścień kardynalski oraz kościół kardynalski św. Jana Marii Vianneya.
Brał udział w konklawe 2013, które wybrało papieża Franciszka oraz w konklawe 2025, które wybrało papieża Leona XIV.
11 lipca 2014 mianowany arcybiskupem Kolonii. Urząd objął 20 września tegoż roku.